# Newtonia aubrevillei
Newtonia aubrevillei là một loài thực vật có hoa trong họ Đậu. Loài này được (Pellegr.) Keay miêu tả khoa học đầu tiên.